# Twee blauwe kinderogen
Twee blauwe kinderogen is een Nederlandstalige single van de Belgische zanger Jean Walter uit 1957. 
Het nummer won De Grote Prijs van het Nederlands Gezongen Lied te Antwerpen, waarna optredens over gans Europa volgden met de vermaarde orkesten van Helmut Zacharias en Kurt Edelhagen.
De B-kant van de single was het liedje Venetië.

## Meewerkende artiesten
- Zanger: Jean Walter
- Dirigent: Henry Segers